# Балканска кротушка
Балканската кротушка (Romanogobio kesslerii) е вид лъчеперка от семейство Шаранови (Cyprinidae).

## Разпространение
Видът е разпространен в Австрия, Босна и Херцеговина, България, Молдова, Полша, Република Македония, Румъния, Словакия, Словения, Сърбия, Украйна, Унгария, Хърватия и Чехия.